# Jesse James Hollywood

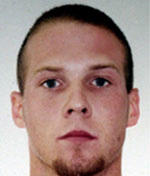
Jesse James Hollywood

Jesse James Hollywood (* 28. Januar 1980 in Los Angeles, Kalifornien) ist ein ehemaliger jugendlicher Drogenhändler und Auftraggeber eines Mordes. Er war etwa fünf Jahre auf der Flucht vor Polizei, FBI und Interpol. Als 20-Jähriger war er eine der jüngsten Personen, die jemals auf der Liste der zehn meistgesuchten Verbrecher des FBI erschien.

## Leben
Durch Verbrechen – hauptsächlich den Verkauf von Marihuana – erworbener Reichtum ermöglichte ihm, ein Haus im Wert von etwa 200.000 US-Dollar im San Fernando Valley in Südkalifornien zu erwerben, außerdem mehrere Sportwagen.
Benjamin Markowitz schuldete Jesse James Hollywood laut Angaben der Polizei von Santa Barbara aufgrund eines missglückten Drogengeschäfts 1.200 Dollar. Um ihn unter Druck zu setzen, entführten Hollywood und seine Gang den kleinen Bruder von Benjamin Markowitz, Nicholas Markowitz. Doch Hollywood geriet in Panik, als ihm klar wurde, dass die Entführung eine längere Gefängnisstrafe nach sich ziehen würde. Daraufhin beauftragte er die Ermordung des Entführten. 
Hollywoods Komplizen Ryan Hoyt, Jesse Rugge und Graham Pressley führten den Mordauftrag aus. Ryan Hoyt wurde bereits im Februar 2003 zum Tode verurteilt. Zurzeit befindet er sich im Todestrakt des San Quentin State Prison. Jesse Rugge erhielt für seine Beteiligung eine lebenslange Freiheitsstrafe und kann frühestens nach sieben Jahren auf Bewährung freikommen. Eine Bewährung wurde erstmals 2006 abgelehnt. Am 2. Juli 2013 wurde der Bewährung zugestimmt und er wurde am 24. Oktober 2013 aus dem Gefängnis entlassen.
Graham Pressley, der bei der Ausführung der Taten noch nicht 18 Jahre alt war, wurde 2007 nach sieben Jahren im Jugendgefängnis auf freien Fuß gesetzt.
Jesse James Hollywood wurde nach fünfjähriger Flucht im 36 Kilometer von Rio de Janeiro entfernten Bezirk Saquarema, Brasilien, verhaftet. Die Verhaftung war gut geplant. Die brasilianische Einwanderungsbehörde erfuhr von einem geplanten Treffen mit einer Cousine Hollywoods, welche er seit mehr als zehn Jahren nicht mehr gesehen hatte. Die Polizei umstellte den geplanten Treffpunkt am Strand. Hollywood, in der Erwartung, seine Cousine zu treffen, verwechselte eine brasilianische Polizeibeamtin mit seiner Cousine und wurde festgenommen. Tage später wurde Hollywood in die USA abgeschoben, weil er keinen gültigen Pass besaß.
Wegen Kidnapping und der anschließenden Ermordung des 15-jährigen Nicholas Markowitz, für die er als Anführer der Gang verantwortlich gewesen sein soll, wurde Hollywood der Prozess gemacht. Obwohl er erwiesenermaßen bei der Ermordung nicht anwesend war, wurde er als Auftraggeber der Tat betrachtet und am 8. Juli 2009 des Mordes und Kidnappings schuldig gesprochen. Darüber hinaus wurde eine besondere Schwere der Schuld festgestellt. Dafür wäre das Strafmaß Todesstrafe möglich gewesen, er wurde aber stattdessen zu einer lebenslangen Haftstrafe ohne Bewährung  verurteilt. Hollywood sitzt seine Strafe momentan im Richard J. Donovan Correctional Facility ab.
In den USA hat Jesse James Hollywood schon kurz nach der Ermordung von Markowitz eine zweifelhafte Berühmtheit erlangt. US-amerikanische Medien, darunter besonders die Sendungen America’s Most Wanted des FOX und Dateline NBC der NBC, verhalfen ihm dazu.

## Darstellung in der Kunst
Die Entführung und Ermordung von Nicholas Markowitz war Thema des Films Alpha Dog – Tödliche Freundschaften, der im Frühjahr 2007 in die europäischen Kinos kam. Darin spielt Emile Hirsch die Hauptfigur Johnny Truelove, die Hollywood nachempfunden ist, und Anton Yelchin die Rolle des späteren Opfers Nicholas Markowitz, im Film Zack Mazursky genannt. Justin Timberlake verkörpert die Figur von Jesse Rugge, welche im Film Frankie Ballenbacher heißt. Kleine Nebenrollen spielen Sharon Stone, Bruce Willis und Chris Marquette.